# Lotus Mark VIII
La Lotus Mark VIII fu la prima auto da competizione con abitacolo chiuso progettata da Colin Chapman.

## Contesto

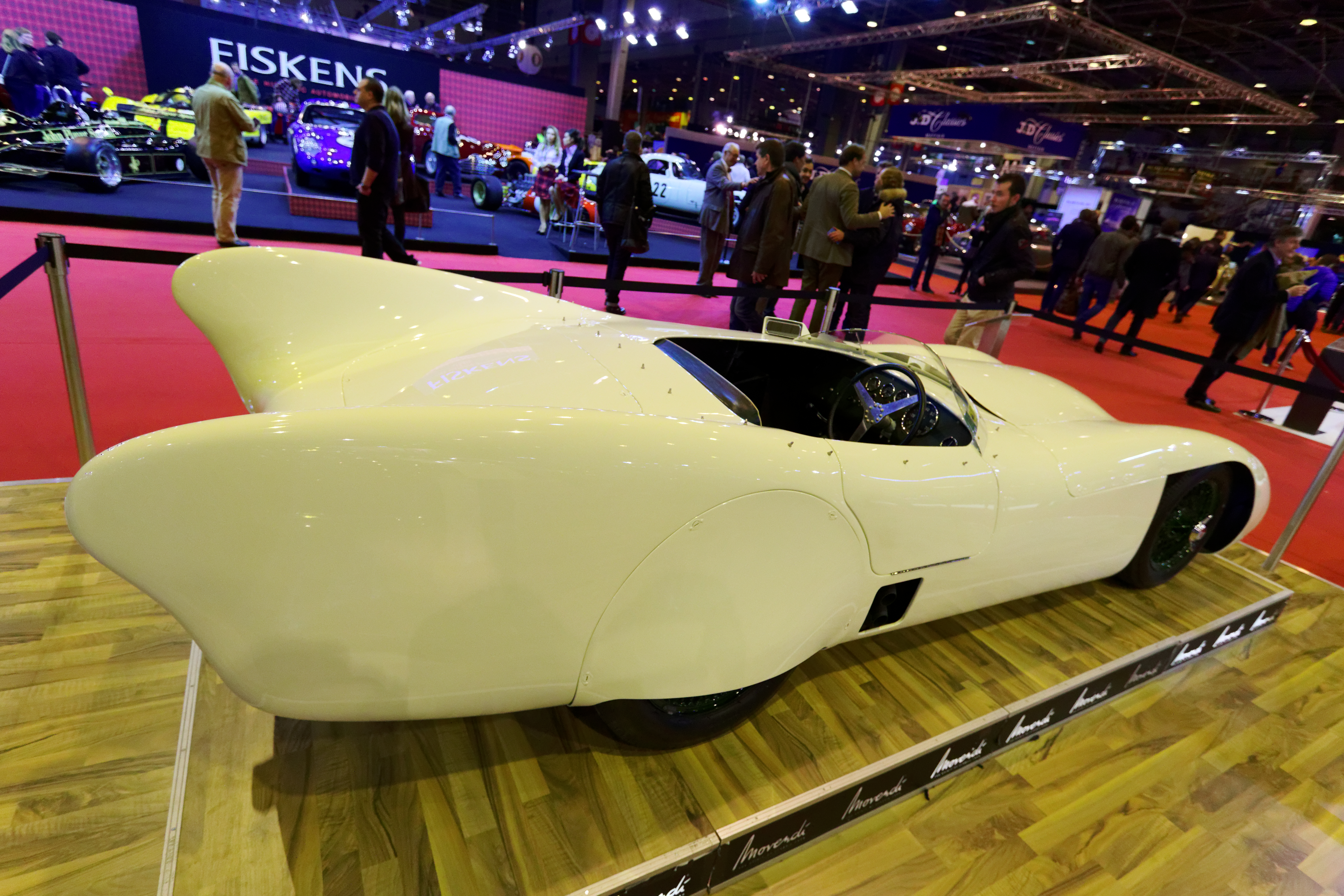
Vista posteriore

I lavori iniziarono nel gennaio del 1954 e per il progetto della carrozzeria Chapman fu affiancato da Frank Costin, esperto di aerodinamica. Il requisito base del progetto della Mark VIII richiedeva una automobile dal peso non superiore ai 500 kg (1 100 libbre) che potesse essere dotata di un motore da 85 hp (63 kw)
Il telaio della Mark VIII era composto da diciannove elementi triangolari e si rivelò molto leggero, 15 chilogrammi – 35 libbre, e rigido. Il lato negativo di questo telaio era costituito dal fatto che rendeva più difficile la manutenzione del motore perché per installare o rimuovere il propulsore era necessario smontarlo e rimontarlo.
Le sospensione erano con l'asse anteriore diviso, come sulle precedenti vetture progettate da Chapman, mentre l'asse posteriore adottava uno schema De Dion. I freni erano montati all'interno e non sui mozzi. Il motore era un MG modificato dalla cilindrata di 1.500 cm³.
La prima gara alla quale la Mark VIII partecipò fu ad Oulton Park. Durante questa competizione il prototipo della vettura, designata P3, fece segnare il giro più veloce della giornata ma fu poi costretta al ritiro perché si bruciò la guarnizione della testata. Nella gara successiva che venne effettuata sul circuito di Silverstone il 17 luglio 1954, sia la Mark VIII di Chapman che la Mark VI di Peter Gammon vinsero la loro classe.

## La Lotus Mark IX e Mark X
La Lotus Mark X era una vettura da competizione con carrozzeria in alluminio prodotta dalla Lotus Engineering Ltd. Ne sono stati costruiti solo 6-7 esemplari che erano in pratica essenzialmente identici alla Mark VIII tranne che per il motore Bristol da 2 L.
La Mark VIII, la Mark IX e la Mark X si possono considerare dei modelli di transizione anche se furono le prime autovetture da competizione con abitacolo chiuso, ponte De Dion sull'asse posteriore e freni interni prodotte dalla Lotus.
L'eredità e le esperienze accumulate con questi modelli verranno inglobate nella Lotus Eleven che sarà prodotta in 270 esemplari tra il 1956 e il 1958.